# Roberto Frabetti
Roberto Frabetti detto Er Ciccione (Roma, 3 dicembre 1955) è un criminale italiano, noto come membro dell'organizzazione malavitosa romana Banda della Magliana.
Operativo all'interno della fazione Ostia-Acilia, entratovi grazie all'amicizia con Nicolino Selis e Libero Mancone, nata in seguito alla codetenzione nel carcere di Regina Coeli, inizialmente, a causa della sua mole, si ritagliò, a partire dal 1979, il ruolo di cassiere della Banda della Magliana. Nel 1981, in seguito all'uccisione di Nicolino Selis e Antonio Leccese, e all'abbandono di Fabrizio Selis, si dedicò anche al traffico, allo smercio, e alla custodia delle sostanze stupefacenti.
Titolare di un'attività commerciale (una tintoria), pur non avendo mai partecipato ad azioni violente, svolgeva attività di supporto, specie per quel che concerneva gli aiuti ai componenti della banda detenuti, alle loro famiglie, oltre che ai latitanti.

## Nella cultura di massa
La figura di Roberto Frabetti ha ispirato il personaggio del Secco, nel libro Romanzo criminale scritto nel 2002 da Giancarlo De Cataldo e riferito alle vicende realmente avvenute della banda della Magliana. Nell'omonimo film, diretto da Michele Placido, il personaggio è interpretato da Stefano Fresi.